# Stictopisthus lanceolatus
Stictopisthus lanceolatus là một loài tò vò trong họ Ichneumonidae.